# Liste der Einträge im National Register of Historic Places im Winnebago County (Illinois)

Lage des Winnebago County in Illinois

Die Liste der Einträge im National Register of Historic Places im Winnebago County in Illinois führt alle Bauwerke und historischen Stätten im Winnebago County auf, die in das National Register of Historic Places aufgenommen wurden.

## Legende
| NRHP | Historic Place    |
| HD   | Historic District |

## Aktuelle Einträge
| [ 2 ] | Name                                              | Bild                                              | Eintragsdatum        | Lage | Ort               | Beschreibung |
| ----- | ------------------------------------------------- | ------------------------------------------------- | -------------------- | --- | ----------------- | ------------ |
| 1     | Barber-Colman Company Historic District           | Barber-Colman Company Historic District           | 2006 ID-Nr. 06000674 | 100 Loomis Street sowie 1202–1322 Rock Street 42° 15′ 34″ N, 89° 5′ 52″ W | Rockford          |              |
| 2     | Beattie Park Mound Group                          | weitere Bilder                                    | 1991 ID-Nr. 91000084 | North Main Street zwischen Park Avenue und Mound Avenue 42° 16′ 28″ N, 89° 5′ 30″ W | Rockford          |              |
| 3     | William Brown Building                            | William Brown Building                            | 2000 ID-Nr. 00000946 | 226–228 South Main Street 42° 16′ 10″ N, 89° 5′ 43″ W | Rockford          |              |
| 4     | Chicago & North Western Railway Stone Arch Bridge | Chicago & North Western Railway Stone Arch Bridge | 1993 ID-Nr. 93000840 | Rund einen Kilometer östlich der IL 251 42° 24′ 57″ N, 88° 59′ 51″ W | Roscoe Township   |              |
| 5     | Chick House                                       | Chick House                                       | 1997 ID-Nr. 97000031 | 119–123 South Main Street 42° 16′ 14″ N, 89° 5′ 43″ W | Rockford          |              |
| 6     | Coronado                                          | Coronado                                          | 1979 ID-Nr. 79000878 | 312–324 North Main Street 42° 16′ 26″ N, 89° 5′ 35″ W | Rockford          |              |
| 7     | East Rockford Historic District                   | weitere Bilder                                    | 1980 ID-Nr. 80001422 | US 20 und US 51 42° 16′ 4″ N, 89° 5′ 16″ W | Rockford          |              |
| 8     | Garrison–Coronado–Haskill Historic District       | Garrison–Coronado–Haskill Historic District       | 2012 ID-Nr. 11001030 | Abgegrenzt durch Salem Street, Summer Street, Main Street, Court Street, Whitman Street, Winnebago Street, Fisher Avenue, Ridge Avenue und North Avenue 42° 16′ 54,8″ N, 89° 5′ 10,3″ W | Rockford          |              |
| 9     | Garrison School                                   | Garrison School                                   | 2006 ID-Nr. 06000005 | 1105 North Court Street 42° 17′ 21″ N, 89° 5′ 8″ W | Rockford          |              |
| 10    | Graham-Ginestra House                             | Graham-Ginestra House                             | 1979 ID-Nr. 79000879 | 1115 South Main Street 42° 15′ 42″ N, 89° 6′ 2″ W | Rockford          |              |
| 11    | Greenwood Cemetery Chapel and Crematory           | weitere Bilder                                    | 2012 ID-Nr. 12000554 | 1011 Auburn Street 42° 17′ 24,8″ N, 89° 4′ 40,2″ W | Rockford          |              |
| 12    | Haight Village Historic District                  | weitere Bilder                                    | 1987 ID-Nr. 87002044 | Abgegrenzt durch Walnut Street, Kishwaukee Street, Madison Street und die Eisenbahngleise der früheren Chicago Northwestern 42° 15′ 55″ N, 89° 5′ 22″ W                                 | Rockford          |              |
| 13    | Herrick Cobblestone                               | Herrick Cobblestone                               | 1980 ID-Nr. 80001423 | 2127 Broadway 42° 15′ 8″ N, 89° 3′ 44″ W | Rockford          |              |
| 14    | Illinois National Guard Armory                    | Illinois National Guard Armory                    | 2000 ID-Nr. 00000948 | 605 North Main Street 42° 16′ 37″ N, 89° 5′ 22″ W | Rockford          |              |
| 15    | Indian Hill Manor and Farm Historic District      | Indian Hill Manor and Farm Historic District      | 2001 ID-Nr. 01000667 | 6901–7057 Kishwaukee Road 42° 10′ 47″ N, 89° 8′ 6″ W | Rockford Township |              |
| 16    | Lysander Jacoby House                             | Lysander Jacoby House                             | 1982 ID-Nr. 82002607 | 2 Jacoby Place 42° 17′ 14″ N, 89° 3′ 45″ W | Rockford          |              |
| 17    | H.D. Jameson House                                | H.D. Jameson House                                | 2003 ID-Nr. 03000915 | 900 North Prairie Street 42° 27′ 46″ N, 89° 4′ 26″ W | Rockton           |              |
| 18    | Lake-Peterson House                               | Lake-Peterson House                               | 1980 ID-Nr. 80001424 | 1313 East State Street 42° 16′ 1″ N, 89° 4′ 28″ W | Rockford          |              |
| 19    | Kenneth and Phyllis Laurent House                 | Kenneth and Phyllis Laurent House                 | 2012 ID-Nr. 12000555 | 4646 Spring Brook Rd. 42° 17′ 59,1″ N, 89° 1′ 27,7″ W | Rockford          |              |
| 20    | Charles Lundberg House                            | Charles Lundberg House                            | 2008 ID-Nr. 08001251 | 946 North 2nd Street 42° 16′ 44″ N, 89° 4′ 40″ W | Rockford          |              |
| 21    | Macktown Historic District                        | Macktown Historic District                        | 1978 ID-Nr. 78001201 | Westlich von Rockton am Pecatonica River 42° 27′ 0″ N, 89° 5′ 17″ W | Rockton           |              |
| 22    | Peacock Brewery                                   | Peacock Brewery                                   | 2011 ID-Nr. 11000851 | 200 Prairie Street und 500 North Madison Street 42° 16′ 23″ N, 89° 5′ 12″ W | Rockford          |              |
| 23    | William H. Roberts House                          | William H. Roberts House                          | 1979 ID-Nr. 79000877 | 523 Main Street 42° 18′ 43″ N, 89° 21′ 35″ W | Pecatonica        |              |
| 24    | Rockford Elk's Lodge No. 64                       | Rockford Elk's Lodge No. 64                       | 2005 ID-Nr. 05000113 | 210 West Jefferson Street 42° 16′ 30″ N, 89° 5′ 35″ W | Rockford          |              |
| 25    | Rockford Morning Star Building                    | Rockford Morning Star Building                    | 1999 ID-Nr. 99000972 | 127 North Wyman Street 42° 16′ 18″ N, 89° 5′ 35″ W | Rockford          |              |
| 26    | Rockton Historic District                         | Rockton Historic District                         | 1978 ID-Nr. 78001202 | Abgegrenzt durch Warren Street, Cherry Street und West Street sowie den Rock River 42° 27′ 11″ N, 89° 4′ 23″ W                                                                          | Rockton           |              |
| 27    | Seventh Street Commercial Historic District       | weitere Bilder                                    | 2005 ID-Nr. 04001304 | Abgegrenzt durch 7th Street, Charles Street und 6th Street sowie den Keith Creek 42° 15′ 44″ N, 89° 4′ 50″ W                                                                            | Rockford          |              |
| 28    | Soldiers and Sailors Memorial Hall                | weitere Bilder                                    | 1976 ID-Nr. 76000731 | 211–215 North Main Street 42° 16′ 21″ N, 89° 5′ 35″ W | Rockford          |              |
| 29    | Amos Catlin Spafford House                        | Amos Catlin Spafford House                        | 1980 ID-Nr. 80001425 | 501 North Prospect Street 42° 16′ 21″ N, 89° 3′ 58″ W | Rockford          |              |
| 30    | Tinker Swiss Cottage                              | Tinker Swiss Cottage                              | 1972 ID-Nr. 72000468 | 411 Kent Street 42° 15′ 55″ N, 89° 6′ 7″ W | Rockford          |              |
| 31    | Robert Weber Round Barn                           | Robert Weber Round Barn                           | 1984 ID-Nr. 84001172 | East of Durand 42° 24′ 44″ N, 89° 14′ 11″ W | Harrison Township |              |
| 32    | Valencia Court Apartments                         | Valencia Court Apartments                         | 2009 ID-Nr. 09001123 | 500–518 Fisher Avenue 42° 16′ 45,9″ N, 89° 5′ 31,8″ W | Rockford          |              |
| 33    | West Downtown Rockford Historic District          | weitere Bilder                                    | 2007 ID-Nr. 07000899 | Abgegrenzt durch Park Avenue, State Street, Church Street und Wyman Street 42° 16′ 21,9″ N, 89° 5′ 37,6″ W                                                                              | Rockford          |              |
| 34    | Ziock Building                                    | Ziock Building                                    | 2011 ID-Nr. 11000246 | 416 South Main Street 42° 16′ 4″ N, 89° 5′ 48″ W | Rockford          |              |

## Frühere Einträge
| [ 2 ] | Name            | Bild | Eintragsdatum        | Lage                                                      | Ort      | Beschreibung                             |
| ----- | --------------- | ---- | -------------------- | --------------------------------------------------------- | -------- | ---------------------------------------- |
| 1     | The Limestones  |      | 1986 ID-Nr. 86001491 | 118–122 South Main Street 42° 16′ 15,7″ N, 89° 5′ 40,7″ W | Rockford | Im Jahr 1995 aus dem Register gestrichen |
| 2     | Svea Music Hall |      | 1982 ID-Nr. 82002608 | 326 7th Street 41° 56′ 42,7″ N, 88° 38′ 45,4″ W           | Rockford | Im Jahr 1995 aus dem Register gestrichen |